# Моисеев, Роман Юрьевич
Рома́н Ю́рьевич Моисе́ев   (англ. Roman Moiseyev, кит. 罗曼·莫伊谢耶夫,  род. 12 мая 1960 в Москве) — российский дирижёр, педагог, общественный деятель.

## Биография
Окончил Музыкальную школу имени М. М. Ипполитова-Иванова (1975), Академическое музыкальное училище при Московской консерватории (1979), Российскую академию музыки имени Гнесиных (педагоги — профессора В. О. Семенюк, С. Д. Гусев, О. М. Агарков), Московскую государственную консерваторию имени П. И. Чайковского в классе оперно-симфонического дирижирования у профессора 
Д. Г. Китаенко.
Стажировался под руководством профессора Г. Н. Рождественского (1993-94). Занимался в мастер-классах у И. А. Мусина, А. С. Дмитриева, Е. П. Кудрявцевой, А. М. Каца.
- В 1979—1981 годах — методист Правления Хорового общества города Москвы (Председатель Правления н.а. СССР К. Б. Птица).
- В 1981—1992 годах — организатор и художественный руководитель Камерного хора при Дворце культуры имени Горького. (С 1988 года — ансамбль «Кантилена»).
- В 1992—1995 годах — художественный руководитель и главный дирижёр Московской филармонической капеллы (камерный хор и камерный оркестр).
- Дебют с Симфоническим оркестром Республики Адыгея (1995).
- Педагогический дебют. Руководитель симфонического оркестра РАМ имени Гнесиных (1996).
- Дебют в оперном театре (Князь Игорь, 1999). В этом же году под руководством Романа Моисеева в Бурятском академическом театре оперы и балета имени Г. Ц. Цыдынжапова были поставлены оперетта И.Штрауса «Летучая мышь» и опера П. И. Чайковского «Пиковая дама» (в главных партиях Заслуженная артистка России, солистка Мариинского театра Валентина Цыдыпова, Народный артист СССР Дугаржап Дашиев).Choir of the Academic Music College at the Moscow Conservatory. Roman Moiseyev.

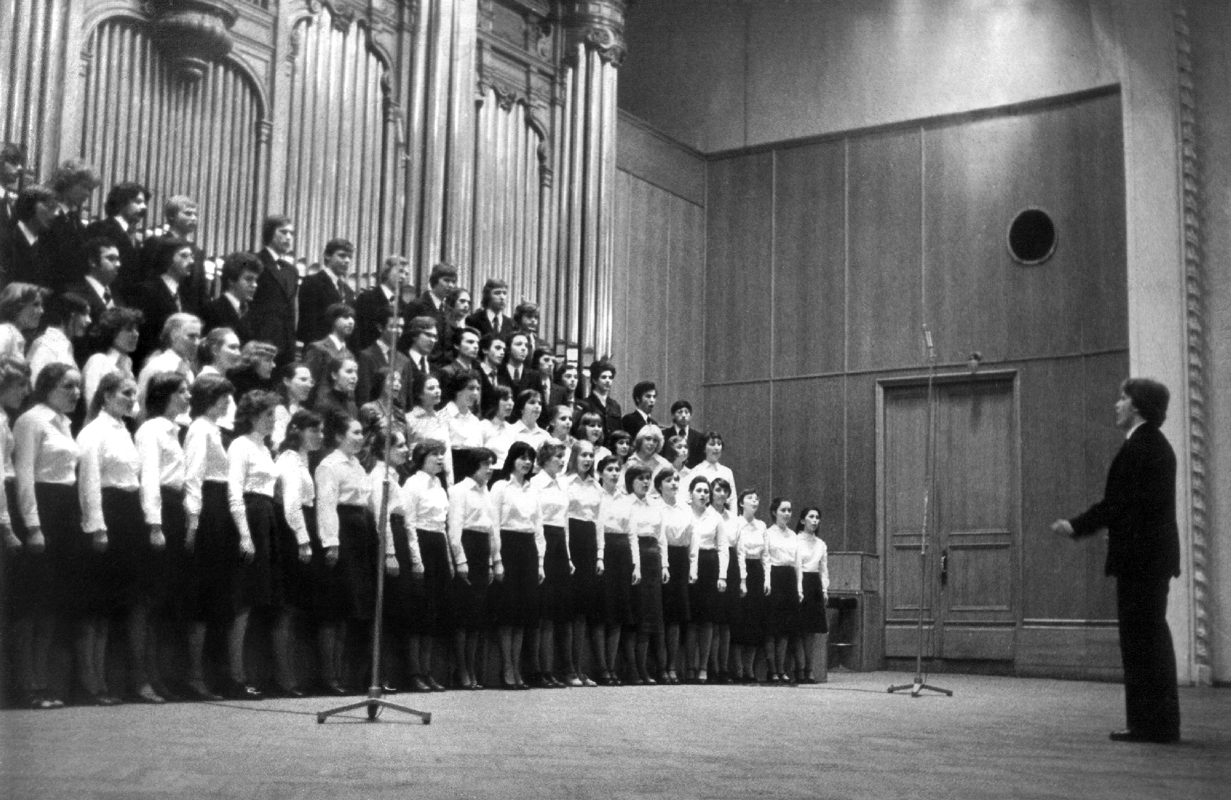
Choir of the Academic Music College at the Moscow Conservatory. Roman Moiseyev.

Роман Моисеев ведет концертную деятельность как оперный и симфонический дирижёр в России и за её пределами. Председатель общероссийского общественного движения «Классическое музыкальное искусство — служение делу мира». Член Международного Союза музыкальных деятелей (МСМД). Награжден Почетным знаком Министерства культуры РФ, Благодарственным письмом Правительства г. Москвы (2019) и др.

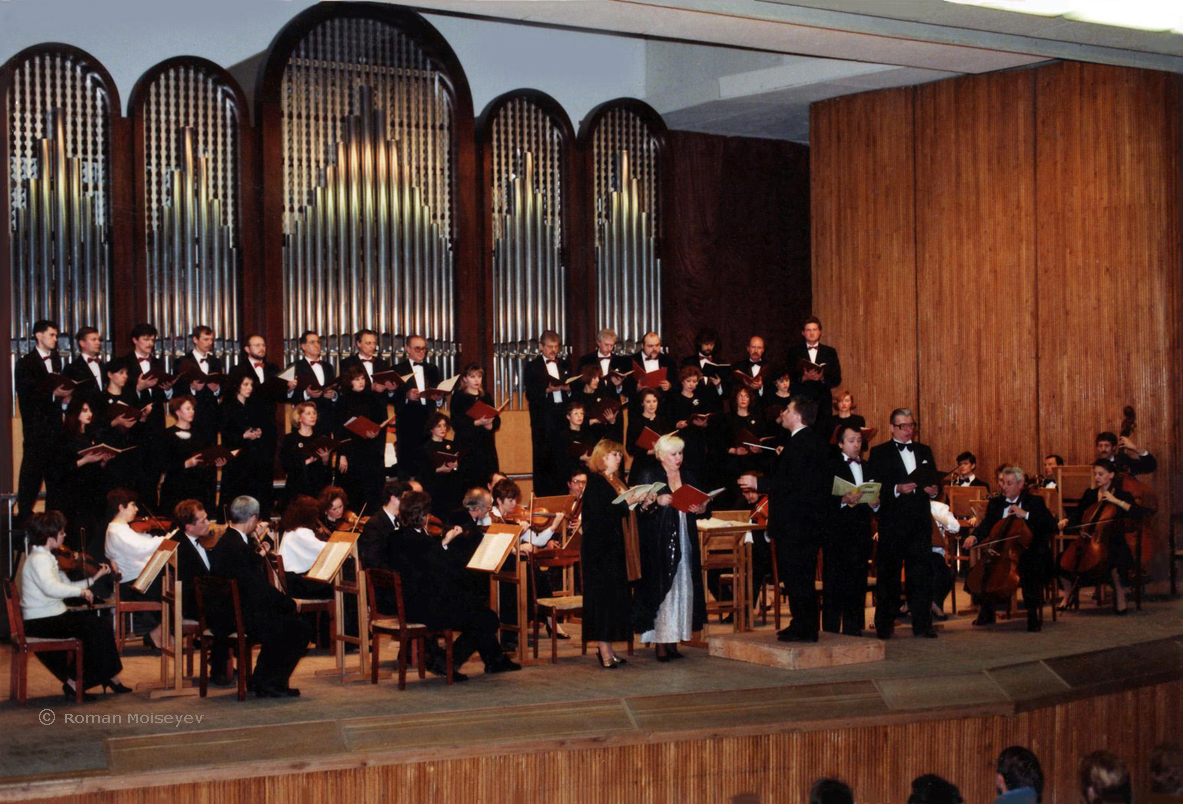
Sochi. Hall of Organ and Chamber Music. Mozart Requiem. Roman Moiseyev

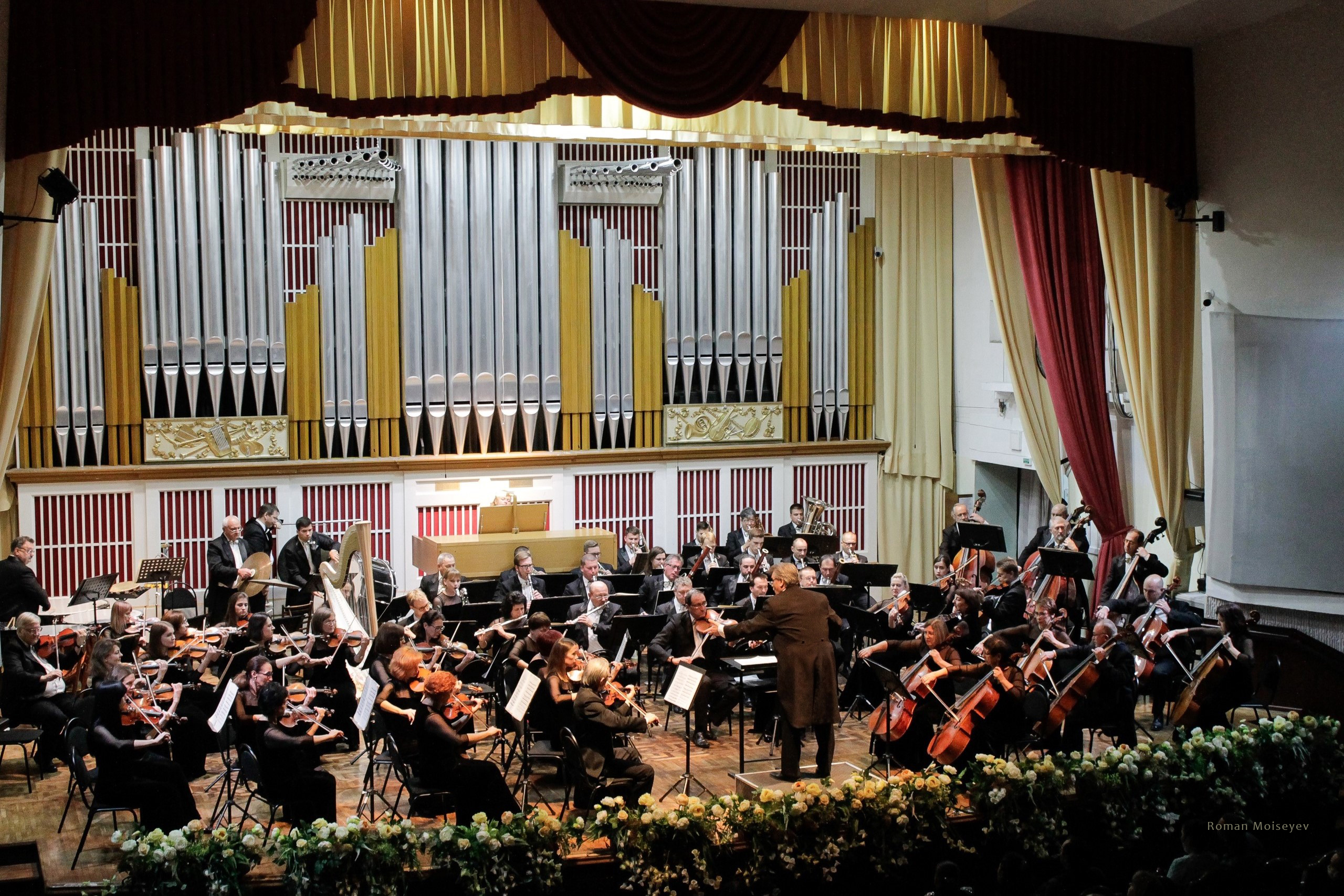
Donetsk. P. Tchaikovsky. Manfred Symphony. Roman Moiseyev

«Яркая эмоциональность, верное чувство стиля, развитая исполнительская воля и мануальная техника, легко воспринимаемая артистами оркестра. Я рекомендую Романа Моисеева...», — Народный артист СССР Геннадий Рождественский

«Хорошая музыкальность, исчерпывающий технический арсенал, но самое главное — убедительное влияние на оркестр. Солидный музыкант, мастер», — Народный артист России Мурад Аннамамедов.

«У хора и оркестра под руководством Романа Моисеева, пиано было ощутимым и выразительным. Форте отличалось теплотой и сочностью. Точность звучания, богатство тембра, истинное восприятие стиля — все эти качества присутствовали в работе», — Гавриил Юдин. Композитор и дирижёр.

«Браво Роману Моисееву!», — Г. В. Капитонов. Народный артист России.  Концертмейстер группы альтов ГАСО имени Е. Светланова.

## Публикации
- Дирижёр — профессия молчаливая
- Межкультурный проект — «Музыкальная карта»
- Филармонические встречи
- «Библиотека хормейстера» вып.50- Составитель Р. Ю. Моисеев. М.: Музыка, 1985
- Роман Моисеев: «Высшее предназначение культуры — объединять!», 2022
- «СВЕРЯТЬ ОРИЕНТИРЫ», 2022
- Ключевое слово — «ДИРИЖЁР», 2025